# Ильюэка Сибаусте, Хорхе Энрике
Хорхе Энрике Ильюэка Сибаусте (исп. Jorge Enrique Illueca Sibauste; 7 сентября 1918, Панама, Панама — 3 мая 2012) — панамский государственный деятель, президент Панамы (1984).

## Биография
Окончил Панамский университет, Гарвардскую школу права и Школу права Чикагского университета. В 1942 г. получил степень бакалавра права и политологии и в 1955 г. — степень доктора права.
- 1954 г. — посол Панамы по специальным поручениям в США, вел переговоры о заключении нового договора о Панамском канале,
- 1962—1963 и 1966—1968 гг. — профессор Панамского университета,
- 1963—1964 и 1966—1968 гг. — председатель Коллегии адвокатов Панамы,
- 1963—1964 и 1967—1968 гг. — директор газеты «Эль Панама Америка».
- 1972 г. — специальный посланник в США в связи с проведением переговоров по вопросу о подготовке нового договора о Панамском канале,
- 1974—1982 гг. — член Постоянной палаты Третейского суда в Гааге,
- 1976—1981 гг. — постоянный представитель Панамы при ООН,
- 1981—1983 гг. — министр иностранных дел Панамы,
- 1982—1986, 1987—1991 и 1997—2001 гг. — член Комиссии международного права Организации Объединенных Наций,
- 1983—1984 гг. — председатель Генеральной Ассамблеи ООН.
- 1982—1984 гг. — вице-президент,
- 1984 г. — президент Панамы.

Возглавлял делегацию Панамы на второй сессии третьей Конференции Организации Объединенных Наций по морскому праву, состоявшейся в Каракасе в 1974 г., и на четвертой сессии, состоявшейся в Центральных учреждениях Организации Объединенных Наций в 1976 г.